# Bernd Bornemann
Bernd Bornemann (* 8. Februar 1955 in Göttingen) ist ein deutscher Politiker der SPD. Er war von 2011 bis 2019 Oberbürgermeister der kreisfreien Stadt Emden in Ostfriesland. Bornemann verzichtete Anfang 2019 aus persönlichen Gründen auf die Kandidatur für eine weitere Amtszeit.

## Leben
Bornemann wurde im Februar 1955 in Göttingen geboren, zog jedoch bereits im Alter von fünf Jahren mit seinen Eltern und seinen beiden Brüdern nach Emden. Seither lebt er in der Seehafenstadt. Seit 1979 ist er mit seiner Frau Ilse verheiratet, das Paar hat eine Tochter und einen Sohn. Der Diplom-Rechtspfleger war nach seiner Ausbildung und einem dualen Studium an der Fachhochschule für Verwaltung und Rechtspflege in Hildesheim sowie einer Zwischenstation am Amtsgericht Norden von 1978 bis zu seiner Wahl zum Oberbürgermeister am Amtsgericht Emden tätig und stellvertretender Vorsitzender des Verbandes für Rechtspflege.

## Politischer Werdegang
Bornemann trat im Jahr 1977 in die SPD ein und ist seither Vorstandsmitglied des Ortsvereins Barenburg. Die Emder wählten ihn erstmals 2001 in den Rat der Stadt; von 2003 bis 2011 war Bornemann stellvertretender Fraktionsvorsitzender der SPD-Fraktion.
Am 11. September 2011 wurde Bernd Bornemann mit 11.170 Stimmen (61,18 Prozent) gegen den (von CDU und FDP unterstützen) Einzelbewerber Martin Lutz (7089 Stimmen) als Oberbürgermeister der Stadt Emden gewählt. Am 1. November 2019 übergab er sein Amt als Oberbürgermeister an seinen Nachfolger Tim Kruithoff, welcher als parteiloser Kandidat bei der OB-Wahl am 8. September 2019 mit 75,4 Prozent der Stimmen gewählt wurde.
Am 18. April 2015 wurde Bornemann von der Landschaftsversammlung als Landschaftsrat in das Kollegium der Ostfriesischen Landschaft gewählt. Dort ist er für den Bildungsausschuss zuständig.